# Гольдшлаг, Стелла
Стелла Ингрид Гольдшлаг (нем. Stella Ingrid Goldschlag, в замужестве Стелла Кюблер, 10 июля 1922, Берлин — 26 октября 1994, Фрайбург-им-Брайсгау) — коллаборационистка еврейского происхождения, сотрудничала с гестапо, помогая выявлять скрывавшихся от отправки в концлагеря евреев (первоначально делала это, чтобы спасти своих родственников от Освенцима, однако продолжила сотрудничество и после их уничтожения). Доказана её вина в гибели не менее 600 евреев.

## Биография
Родилась в Берлине в семье композитора Герхарда Гольдшлага и певицы Тони Лермер. Отец был немецким евреем, мать была еврейкой из Австро-Венгрии. После окончания школы (уже после прихода к власти нацистов) получила образование дизайнера модной одежды. Незадолго до начала войны вышла замуж за музыканта еврейского происхождения Манфреда Кюблера, с которым выступала в одном ансамбле ещё в школьные годы. Работала вместе с ним на принудительных работах на фабрике в Берлине. Примерно в 1942 году, когда начались крупные депортации евреев в лагеря смерти, ей удалось затаиться благодаря «арийской» внешности (она была блондинкой с голубыми глазами).
Несмотря на это, она была арестована в начале 1943 года. После неудачной попытки побега, чтобы спасти своих родителей от депортации, она согласилась сотрудничать с нацистами. По поручению гестапо она, выдавая себя за нелегала, прочёсывала Берлин в поисках скрывшихся евреев; обнаружив их, она предлагала им «помощь», после чего сообщала об этом в гестапо. Данные о количестве её жертв колеблются между 600 и 3000. (Всё это на фоне всего нескольких бывших знакомых, которых она сумела спасти: так, она предупредила об облаве своего бывшего педиатра Фритца Готтшалька и его жену, а также нелегала по имени Роберт Цайлер).
Её сотрудничество дало временную защиту её родителям и её мужу, но уже в тот же год Манфред был отправлен в Освенцим, а его родители — в Маутхаузен и Терезиенштадт. 23 февраля 1944 года в гетто Терезин (Терезиенштадт) были отправлены Тони и Герхард, откуда спустя семь месяцев их депортировали в Освенцим, куда они прибыли 3 октября 1944 года и в тот же день были отправлены в газовую камеру. Тем не менее, даже после этого она не прекращала сотрудничество вплоть до марта 1945 года, когда из Берлина в гетто Терезин отправился последний поезд с депортируемыми евреями. 
Тогда же в марте 1945 года беременная (предположительно, от одного из арестованных по её  информации евреев Хейно Мейсля) Стелла покинула Берлин и конец войны переждала в Либенвальде. Там же она родила девочку, названную Ивонн. По окончании войны попыталась скрыться, но в декабре 1945 года была арестована после доноса, когда она неосторожно сравнила МГБ с гестапо. На допросах Кюблер попыталась выставить себя невиновной, поэтому в начале 1946 года её доставили в Еврейскую общину Берлина, где она была опознана как пособница нацистов и арестована советскими спецслужбами. Изначально содержалась в полицейской тюрьме на Александерплац, но затем её перевели в советскую военную администрацию. В июне 1946 года советский военный трибунал осудил Стеллу за пособничество гестапо на 10 лет трудовых лагерей. Она отбывала наказание в бывшем концентрационном, а в тот момент «специальном» лагере Заксенхаузен. 
После освобождения вернулась в Западный Берлин, где также была приговорена к десятилетнему сроку, однако не отбывала его ввиду ранее отбытого наказания. Она разыскала свою дочь, которая была удочерена еврейской семьёй, но та не пожелала общаться с матерью, когда узнала её биографию (она стала медсестрой и в 1967 году эмигрировала в Израиль).
Кюблер обратилась в христианство и стала открытой антисемиткой. Помимо Манфреда Кюблера она ещё четыре раза выходила замуж. 
29 октября 1944 года она вышла замуж за Рольфа Исааксона, тоже еврея-коллаборациониста. Её третий брак был с Фридхеймом Шелленбергом, а четвёртый — с таксистом, который был на 20 лет моложе её. Ее пятым и последним мужем был берлинский дирижёр, который умер в 1983 году.
После его смерти она переехала из Западного Берлина в тихий Фрайбург, где её нашёл бывший одноклассник Петер Вайденрайх, ставший известным американским журналистом под именем Питер Уайден. Он взял у неё три интервью и опубликовал в 1992 году книгу о её жизни.
Стелла Гольдшлаг умерла в 1994 году в возрасте 72-х лет, утонув в озере Моосвайере во Фрайбурге-Ландвассере при не до конца выясненных обстоятельствах (предположительно, она покончила с собой). Наследниками её имущества стали дети журналиста Фердинанда Кро.

## Кино
- Die Greiferin. Die Geschichte einer jüdischen Gestapo-Agentin (Ищейка. История еврейской сотрудницы гестапо) — документальный фильм Фердинанда Кро, ФРГ, 1995, 43 мин.